# Benson Boone
Benson James Boone (Monroe, Washington, 25 de junio de 2002) es un cantante estadounidense.
Comenzó a compartir su música en TikTok en 2021 y posteriormente audicionó para American Idol. Se retiró de la competencia pero siguió ganando popularidad en TikTok, acumulando 7 millones de seguidores. Su talento fue reconocido por el líder de Imagine Dragons, Dan Reynolds, quien lo contrató para su sello discográfico, Night Street Records. El sencillo debut de Boone, «Ghost Town», se lanzó en octubre de 2021 y llegó a las listas de 13 países. Siguió esto con los exitosos sencillos «In the Stars» y la canción «Beautiful Things»; esta última se convirtió en su primera canción en alcanzar el top cinco del Billboard Hot 100 y también en un gran éxito mundial.

## Primeros años
Benson James Boone nació de padres Nate y Kerry Boone. Boone creció con cuatro hermanas en Monroe, Washington. Asistió a Monroe High School y compitió en el equipo de buceo. Descubrió su talento musical por primera vez cuando un amigo le pidió que tocara el piano y cantara en la batalla de bandas de su preparatoria en su tercer año a pesar de que no tenía experiencia en cantar. Asistió brevemente a la Universidad Brigham Young-Idaho antes de irse después de un semestre para concentrarse en el canto.

## Carrera
Se inspiró temprano en la música al asistir a un concierto de Jon Bellion; después de lo cual comenzó a tomarse el canto en serio. Comenzó a publicar videos de canto en TikTok y audicionó para la temporada 19 de American Idol. Aunque fue invitado a avanzar a la semana de Hollywood del programa, no estuvo presente, ya que se retiró del programa después de llegar al Top 24 para enfocarse en su carrera.
Comenzó a compartir fragmentos de su música original en TikTok donde acumuló casi dos millones de seguidores antes del lanzamiento de su primer sencillo. Llamó la atención del líder de Imagine Dragons, Dan Reynolds, quien firmó a Boone con su sello discográfico Night Street Records en asociación con Warner Records. El fichaje se anunció el 15 de octubre de 2021 junto con el lanzamiento del primer sencillo de Boone, «Ghost Town». Tocó la batería, la guitarra y el piano en la grabación, además de diseñar el arte del sencillo. Su sencillo «Ghost Town» se ubicó en las listas de 13 países, incluido en el Billboard Hot 100 de Estados Unidos, además la interpretó en The Ellen DeGeneres Show, The Kelly Clarkson Show y Late Night with Seth Meyers.
Lanzó su segundo sencillo «Room for 2» el 18 de febrero de 2022.

## Discografía

### Extended Plays
| Título                                                 | Detalles                                                                                   | Posiciones más altas | Posiciones más altas | Posiciones más altas | Posiciones más altas | Posiciones más altas |
| Título                                                 | Detalles                                                                                   | BEL                  | FIN                  | FRA                  | NOR                  | SUE                  |
| ------------------------------------------------------ | ------------------------------------------------------------------------------------------ | -------------------- | -------------------- | -------------------- | -------------------- | -------------------- |
| Walk Me Home...                                        | - Publicado: 29 de julio de 2022 - Formato: Digital - Discográfica: Night Street           | 109                  | 36                   | 184                  | 4                    | 16                   |
| Pulse                                                  | - Publicado: 5 de mayo de 2023 - Formato: Digital - Discográfica: Night Street, Warner     | —                    | —                    | —                    | —                    | —                    |
| Fireworks & Rollerblades                               | - Publicado: 5 de abril de 2024 - Formato: Digital - Discográfica: Night Street, Warner    | —                    | —                    | —                    | —                    | —                    |
| American Heart                                         | - Publicación: 20 de junio de 2025 - Formato: Digital - Discográfica: Night Street, Warner |                      |                      |                      |                      |                      |
| "—" muestra que el extended play no entró a tal lista. |                                                                                            |                      |                      |                      |                      |                      |

### Sencillos
| "Ghost Town"                                                                | 2021 | 100 | 67 | 53 | 92 | 29 | 1  | 39 | 17 | 46 | 79  | - RIAA: Platino - BPI: Oro - IFPI NOR: Platino - MC: 2× Platino - RMNZ: Platino - SNEP: Platino             | Walk Me Home... Fireworks & Rollerblades |
| "Room for 2"                                                                | 2022 | —   | —  | —  | —  | —  | —  | —  | —  | —  | —   | | Walk Me Home...                          |
| "In the Stars"                                                              | 2022 | 82  | 34 | 30 | 59 | 10 | 4  | 15 | 8  | 21 | 48  | - RIAA: 2× Platino - BPI: Platino - IFPI NOR: Oro - MC: 3× Platino - RMNZ: 2× Platino - SNEP: Diamante      | Walk Me Home... Fireworks & Rollerblades |
| "Better Alone"                                                              | 2022 | —   | —  | —  | —  | —  | —  | —  | —  | —  | —   | | Walk Me Home...                          |
| "Before You"                                                                | 2022 | —   | —  | —  | —  | —  | 20 | —  | —  | —  | —   | | Sin álbum                                |
| "Sugar Sweet"                                                               | 2023 | —   | —  | —  | —  | —  | —  | —  | —  | —  | —   | | Pulse                                    |
| "What Was"                                                                  | 2023 | —   | —  | —  | —  | —  | —  | —  | —  | —  | —   | | Pulse                                    |
| "To Love Someone"                                                           | 2023 | —   | —  | —  | —  | —  | —  | —  | —  | —  | —   | | Sin álbum                                |
| "Beautiful Things"                                                          | 2024 | 2   | 1  | 1  | 1  | 1  | 1  | 1  | 3  | 1  | 1   | - RIAA: 5× Platino - ARIA: 12× Platino - BPI: 3× Platino - MC: Diamante - RMNZ: 4× Platino - SNEP: Diamante | Fireworks & Rollerblades                 |
| "Slow It Down"                                                              | 2024 | 32  | 21 | 19 | 82 | 15 | 14 | 18 | 39 | 14 | 23  | - RIAA: Platino - ARIA: Platino - BPI: Platino - MC: 2× Platino - RMNZ: Platino - SNEP: Oro                 | Fireworks & Rollerblades                 |
| "Pretty Slowly"                                                             | 2024 | 86  | —  | 87 | —  | 85 | —  | —  | —  | 43 | 190 | - BPI: Plata                                                                                                | Fireworks & Rollerblades                 |
| "Sorry I'm Here for Someone Else"                                           | 2025 | 30  | 34 | 15 | —  | 17 | 24 | 28 | 66 | 20 | 53  | | American Heart                           |
| "Mystical Magical"                                                          | 2025 | 40  | 46 | 32 | —  | 16 | 40 | 26 | 80 | 13 | 29  | | American Heart                           |
| "Momma Song"                                                                | 2025 | —   | —  | —  | —  | —  | —  | —  | —  | —  | —   | | American Heart                           |
| "—" denota que el sencillo no se lanzó o no se posicionó en ese territorio. |      |     |    |    |    |    |    |    |    |    |     | |                                          |

### Otras canciones enlistadas
| Título              | Año  | Posiciones más altas | Posiciones más altas | Álbum        |
| Título              | Año  | NZL                  | SUE                  | Álbum        |
| ------------------- | ---- | -------------------- | -------------------- | ------------ |
| "Nights Like These" | 2022 | 33                   | 3                    | Walk Me Home |

## Giras

### Como artista principal
- Pulse Tour (2023)
- Fireworks & Rollerblades World Tour (2024)

### Como acto de apertura
- Taylor Swift – The Eras Tour (2023-2024)

## Premios y nominaciones
| Año  | Premio                          | Categoría                             | Resultado | Referencias |
| ---- | ------------------------------- | ------------------------------------- | --------- | ----------- |
| 2025 | Nickelodeon Kids' Choice Awards | Artista masculino revelación favorito | Ganador   | [ 48 ]      |